# حبال الجرار (العدين)

تعديل مصدري - تعديل

حبال الجرار محلة تابعة لقرية الكراب، التابعة لعزلة السارة بمديرية العدين إحدى مديريات محافظة إب في الجمهورية اليمنية، بلغ تعداد سكانها 157 حسب تعداد اليمن لعام 2004.